# Terminal (Apple)
Terminal (voluit Terminal.app) is een applicatie die zich gedraagt als terminalemulator, waarmee op een computer van Apple, uitgerust met het Mac OS X besturingssysteem, via de commandoregelvertolker onder andere Unixscripts kunnen worden uitgevoerd.
Terminal is oorspronkelijk ontwikkeld voor voorlopers van OS X als NeXTSTEP en OPENSTEP.
Een terminalemulator is tekstgeoriënteerd, in tegenstelling tot het grafisch georiënteerde OS X dat gebruikers gewend zijn te zien. De emulator voorziet in het draaien van shellscripts waarmee de gebruiker met het eigen besturingssysteem of dat op een andere Unix-computer communiceert.
Op Mac OS X gebruiken gevorderden zoals ontwikkelaars en systeembeheerders Terminal.app om op laag niveau OS X te benaderen.
Welke terminals het programma kan emuleren is te zien in /usr/share/terminfo: Onder andere ansi, dtterm, nsterm, rxvt, vt52, vt100, vt102, xterm, xterm-color en xterm-color256. Welke geëmuleerd wordt staat in de omgevingsvariabele $TERM.
Terminal.app extra's omvatten tabbladen en aanpassingsmogelijkheden voor onder andere beeldafmetingen, teken- en achtergrondkleuren, de laatste twee uiteraard alleen wanneer een kleurenschermemulatie is ingesteld.